# 建華区
建華区（けんか-く）は、中華人民共和国黒竜江省チチハル市に位置する市轄区。

## 地理
南部から東部にかけて鉄鋒区と、北部から北東部にかけては富裕県と接し、北西部から西部にかけてはアムール川（黒竜江）へと続く松花江の支流である嫩江が流れおり、これが梅里斯ダウール族区と行政区境となっている。

## 歴史
1685年（康熙24年）、黒竜江将軍は茂興（現在の肇源県茂興鎮）から黒竜江城（現在の黒河市愛輝区璦琿鎮）までの駅站を設置した際、建華に卜奎站を設置し、1692年（康熙31年）、卜奎に斉斉哈爾城が建築された。
1946年5月、満洲国が設置したチチハル市11区を6区に統合整理した際、建華地区には第一区及び第五区が設置された。1954年12月11日、第一区北部及び第四区・第五区の一部を統合し北関区が設置されたが、1958年12月の人民公社化により建華人民公社に改編された。1961年8月30日に市轄区に改編され現在に至る。

## 行政区画
下部に5街道を管轄：
- 街道弁事処：中華街道、西大橋街道、卜奎街道、建設街道、文化街道、渓畔街道、北華街道

## 教育

### 大学
- チチハル医学院（中国語版）
- チチハル大学（中国語版）
- チチハル市建設職工大学（中国語版）

## 交通

### 鉄道
- 中国国家鉄路集団
  - 中国鉄路ハルビン局集団公司
    - 斉北線（チチハル方面）- 高頭駅（中国語版） -（北安方面）

### 道路
- 高速道路
  -  綏満高速道路（G015国道）
  -  嫩泰高速道路

- 国道
  -  G111国道（中国語版）
  -  G301国道

## 健康・医療・衛生
- 中国人民解放軍聯勤保障部隊第九六一医院（中国語版）
- チチハル医学院第二附属医院（中国語版）
- チチハル市衛生学校附属医院
- 建華区中医院
- チチハル市紅十字中心血站